# Bhante Sujato
Bhante Sujato, conocido como Ajahn Sujato o Bhikkhu Sujato (nacido como Anthony Best), es un monje budista Theravada australiano ordenado en la tradición tailandesa del bosque de Ajahn Chah.

## Biografía
En su juventud fue músico de la banda australiana de post punk rock alternativo Martha's Vineyard, que realizó giras con bandas como, Simply Red, INXS y Eurythmics antes de disolverse en 1990.
Bhante Sujato se ordenó como monje budista en 1994 en la tradición ascética de Ajahn Chah, una orden religiosa que fomenta una vida de contemplación y meditación. Tomó la ordenación superior Upasampadā en Tailandia y vivió allí durante varios años antes de regresar a Australia. Pasó varios años en el Monasterio Bodhinyana en Australia Occidental antes de fundar el Monasterio Santi Forest en 2003. En 2012, Bhante Sujato convirtió el monasterio Santi Forest en Vihara para la ordenación de Bhikkhunī (monjas budistas)  y regresó a vivir en Bodhinyana.

### Trabajo monástico
En 2005, Bhante Sujato cofundó el sitio web budista SuttaCentral junto con Rod Bucknell y John Kelly, para brindar acceso a las escrituras budistas tempranas en su idioma original y hacer que las traducciones estén disponibles en idiomas modernos.Después de no poder conseguir traducciones libres de derechos de autor del Canon Pali, Bhante Sujato se mudó a la isla de Chimei, frente a la costa de Taiwán,para emprender la tarea de crear traducciones al inglés de los cuatro Nikāyas, viviendo allí de 2015 a 2018. Desde entonces, estas traducciones se han publicado en SuttaCentral y también como libros de gratuitos, todos los textos y libros están libres de derechos de autor.
En 2019, Bhante Sujato se mudó a Sídney para establecer Lokanta Vihara (el Monasterio del Fin del Mundo) con su discípulo Bhante Akaliko, para explorar el significado y las dificultades de seguir las enseñanzas de Buda en una era de cambio climático, consumismo globalizado y agitación política. También está involucrado con el budismo comprometido. En un discurso budista titulado Soy anarquista por Dhammanet, Sujato expone su ideología anarquista, alineándose específicamente con el Anarquismo pacifista, que el explica como compatible con  El Buda, la vida budista laica y ascética, además de estar de acuerdo con la vinaya monástica. En el discurso, Sujato explica su creencia de que Buda también era anarquista.

### Bhikkuni
Bhante Sujato junto con su maestro Ajahn Brahm participaron en el restablecimiento de la ordenación de Bhikkhuni en la sangha del bosque de Ajahn Chah. Sujato junto con otros eruditos como Brahm y Bhikkhu Analayohabían llegado a la conclusión de que no había ninguna razón válida para que la extinta orden bhikkhuni en Tailandia, no pudiera restablecerse. La ceremonia de ordenación provocó la expulsión de Ajahn Brahm del linaje forestal tailandés de Ajahn Chah y también la pérdida de títulos, y beneficios monásticos con la sangha tailandesa. Bhante Sujato, sin embargo, no se dejó disuadir ni intimidar por tal respuesta y, permaneciendo fiel a sus convicciones de que no había ninguna razón para que la orden Bhikkhunī no debiera ser revivida, fundó con éxito el Monasterio Santi Forest, Desde entonces, ha florecido como monasterio de Bhikkhunī ( monjas budistas ) y Vihara desde 2012.